# Francisco Orlich Bolmarcich
Francisco José Orlich Bolmarcich (San Ramón, 10. ožujka 1907. – San José, 29. listopada 1969.), predsjednik Kostarike od 8. svibnja 1962. do 8. svibnja 1966. godine. 

## Životopis
Otac mu je bio Josip, a majka Jorja Bolmarčić Kamačić iz Cresa. Njegov djed Frane Orlić Ladić, gospodarki emigrant iz Punta na otoku Krku, osnivač je "Austro-hrvatskog parobrodarskog d.d." koja je imala četiri broda koji su održavali linije po Kvarneru. Ta je tvrtka predak današnje Jadrolinije
Francisco je zavšio fakultet agrokulture i trgovine. Francisco je bio veliki industrijalac i trgovac kavom. Francisco Orlich zvani "Don Chico" preminuo je 1969. godine od moždanog udara. Nakon smrti parlament Kostarike ga je proglasio dobročiniteljem domovine.

## Politička karijera
Rano se počeo baviti politikom te postao prijatelj predsjednika države Joséa Figueresa. Načelnik rodnog grada San Ramona postao je već 1930. g. Osam godina poslije izabran je i za zastupnika u državni parlament. Pravi politički uspon Orlicha počeo je sudjelovanjem u građanskom ratu u Kostariki 1948. godine, kada Francisco djeluje na strani Narodno oslobodilačke stranke, koja je osnovana upravo na imanju Orlićevih. Na čelu stranke bio je José Figueres, koji je kasnije bio važan čimbenik u pobjedi gerile Fidela Castra na Kubi. U raznim vladama Figueresove stranke, Francisco Orlich bio je ministar, a i ponovno je izabran u više navrata za parlamentarnog zastupnika. 
Kandidirao se za predsjednika na izborima 1957. g., ali je izgubio. No, velike simpatije građana dobio je upravo kada je osobno posjetio izabranog predsjednika Echandiu i čestitao mu na izbornoj pobjedi. Na izborima 1962. g., kao predstavnik Socijaldemokratske partije pobijedio je Rafaela Ángela Calderón Guardiau i postao predsjednik Kostarike. Francisco Jose Orlich u svojem je mandatu ostao zapamćen kao dobročinitelj, zauzimao se za mir i povisio je životni standard zemljoradnika. Prije svih posjetio ga je tadašnji američki predsjednik John F. Kennedy. Promicao je obrazovanje i kulturu. Karakterizala ga je neobična inteligencija i osjećaj za politiku, odlučnost u donošenju odluka te spremnost na brzo djelovanje. Za razliku od mnogih predsjednika srednjoameričkih država, uvijek je otvoreno i spremno saslušavao političke protivnike. To mu je omogućilo vrlo dobre odnose s oporbom u parlamentu.

## Zasluge
Utemeljio je Narodnu ustanovu obrazovanja koja danas nosi njegovo ime. Ustanovio je Ured za nacionalnu planifikaciju koji je zatim podignut na nivo ministarstva. Utemeljio je i Upravu za zonu Atlantika i sve što se odnosi na luke, te ustanovu RECOPE koja se bavi pročišćivanjem naftnih derivata te je uspjela proizvoditi gorivo po niskim cijenama, a što je dalo veliki poticaj razvoju države.
Veliko političko postignuće Francisca smatra se učlanjenje Kostarike u Srednjoameričku Trgovačku Zajednicu koju pored Kostarike čine Gvatemala, Salvador, Honduras i Nikaragva.

## Povezanost sa zavičajem predaka
Francisco Orlich bio je u Puntu u dva navrata. Prvi put kada je imao 15 godina, s ocem Josipom i djedom Franom. Taj put je posjetio i rodni kraj svoje majke, Cres.
Odmah nakon pobjede na predsjedničkim izborima 1962. g., ponovno je posjetio Punat te izjavio: "Možda za svoje uspjehe mogu zahvaliti upravo tome što potječem iz ovih krajeva i što sam naslijedio upornost svoga naroda."
Zbog pomoći u širenju puntarske župne crkve, još 1933. g., dobio je odlikovanje "vitez svetog Grgura Pape" od pape Pia XI., a orden mu je predao tadašnji krčki biskup Josip Srebrnić.